# Fundamenta Informaticae
Fundamenta Informaticae est une revue scientifique en informatique théorique. Comme il est d'usage, les articles proposés sont évalués par les pairs. Le rédacteur en chef est, en 2018, Damian Niwiński. 

## Historique
La revue a été créée en 1977 par la Société mathématique de Pologne en tant que série IV des  Annales de la Société mathématique de Pologne. Le journal est publié et distribué par IOS Press (en) sous les auspices de l’European Association for Theoretical Computer Science.

## Thèmes
La revue est principalement orientée vers les fondements mathématiques de l’informatique et notamment la recherche de solutions, par des méthodes mathématiques, à des problèmes issus de l’informatique, et l'étude de problèmes de nature mathématique issus de l'informatique.
Les thèmes couverts par la revue sont notamment :
Théorie du calcul, théorie de la complexité , conception et analyse des algorithmes, théorie des langages de programmation, sémantique et vérification des programmes, logique en informatique, théorie de la base de données, programmation logique et déduction automatique, langages formels et automates, concurrence  et informatique distribuée,  cryptographie et sécurité, problèmes théoriques de l'intelligence artificielle, exploration de données et découverte de connaissances, apprentissage automatique et reconnaissance des formes, théorie algorithmique des jeux, théorie des systèmes multi-agents, bio-informatique et biologie informatique, informatique naturelle, réseaux de neurones, informatique quantique, ensembles flous, théorie des ensembles approximatifs et informatique granulaire.
Les articles sont indexés et les résumés publiés par les principales bases bibliographiques.